# Карат (спутниковая платформа)
«Карат» — платформа для создания малых спутников научного назначения, разработанная в НПО им. С. А. Лавочкина. Предназначена для создания сравнительно дешёвых в изготовлении и запуске спутников со сроком активного существования от трёх лет, которые могут выводиться на орбиту групповыми запусками или в качестве попутной нагрузки для других аппаратов. В рамках Федеральной космической программы на 2006—2015 годы запущено два построенных на платформе «Карат» спутника МКА-ФКИ (Малый космический аппарат для фундаментальных космических исследований) в 2012 и 2014 годах, оба проработали значительно меньше назначенного срока.

## Назначение платформы
Платформа «Карат» создана для построения лёгких и компактных космических аппаратов, которые, благодаря применению современных технологий при разработке платформы и полезной нагрузки, должны иметь возможности, ранее обеспечивавшиеся аппаратами существенно большей массы, требовавших больших затрат при создании и выведении на орбиту. Предполагалось, что на базе платформы «Карат» могут быть сформированы недорогие в изготовлении, запуске и эксплуатации спутниковые системы для научных исследований, мониторинга земной поверхности и связи, пригодные для групповых или попутных с другими аппаратами запусков. Создание платформы «Карат» началось в 2005—2006 годах, на её базе планировалась построить серию спутников в рамках Федеральной космической программы на 2006—2015 годы. Предполагалось, что первый аппарат будет запущен в 2008 году, а до 2016 года будет выведено на орбиту пять таких спутников.

## Описание платформы

### Состав
В состав унифицированной малоразмерной негерметичной платформы «Карат» входят следующие модули:
- базовая платформа, являющаяся основой для установки остального оборудования;
- служебный модуль, включающий унифицированные приборные модули бортовых систем со стандартным набором интерфейсов, состав приборных модулей может меняться в зависимости от программы полёта;
- модуль системы энергоснабжения с солнечными батареями, варианты компоновки солнечных батарей могут меняться;
- модуль двигательной установки;
- модуль целевой полезной нагрузки, определяемой программой полёта.

### Характеристики
| Назначение              | Создание малоразмерных КА различного научного назначения |
| Области применения      | - проведение фундаментальных научных исследований; - дистанционное зондирование Земли; - метеорологический и экологический мониторинг; - обеспечение связи; - отработка новых технологий и решений; - создание группировок малых КА различного целевого назначения. |
| Основные характеристики | - масса платформы: до 140 кг; - ориентация: трехосная; - среднесуточная мощность системы энергоснабжения: до 250 Вт; - диапазон бортового радиокомплекса: S или Х; - двигательная установка: абляционная импульсная плазменная.                                     |
| Масса полезной нагрузки | до 100 кг. |
| Средства выведения      | РН семейства «Союз» с РБ «Фрегат». Попутное выведение с другими нагрузками или групповой вывод малых КА на платформе «Карат». |
| Рабочие орбиты          | Низкие орбиты высотой 400—800 км с различным наклонением, включая солнечно-синхронные; высокоэллиптические c апогеем 20 000—300 000 км. |

Срок активного существования спутников на платформе «Карат» оценивается в 3 года. Разрабатывается также версия платформы «Карат-200» с массой 200 кг, массой полезной нагрузки до 150 кг, увеличенной мощностью системы энергоснабжения и сроком работы до пяти лет.

## Космические аппараты на платформе «Карат»

### Запущенные
Первый построенный на платформе «Карат» спутник серии МКА-ФКИ, «Зонд-ПП», предназначенный для картирования влажности почв, солёности океанов и получения другой метеорологической и климатической информации, был запущен носителем Союз-ФГ в июле 2012 года, совместно с другими космическими аппаратами. «Зонд-ПП» отработал на орбите один год при планируемом сроке эксплуатации в 3 года.
Второй аппарат типа МКА-ФКИ — спутник «Вернов» оснащенный комплексом «РЭЛЕК» (Релятивистские ЭЛЕКтроны) для исследования магнитосферных релятивистских электронов и их воздействия на верхнюю атмосферу и ионосферу Земли. Спутник был запущен 8 июля 2014 года совместно с ещё несколькими малыми спутниками и аппаратом Метеор-М № 2. Поступление научной информации со спутника «Вернов» продолжалось до декабря 2014 года, после чего связь с ним была потеряна. В марте 2015 года принято решение о прекращении эксплуатации аппарата.

### Планируемые
В серии МКА-ФКИ планировалось создание на платформе «Карат» орбитальной солнечной обсерватории под проектным названием «Арка», предназначенной для продолжения фундаментальных исследований Солнца, проводившихся на спутниках КОРОНАС-И (1994—2000 годы), КОРОНАС-Ф (2001—2005 годы) и Коронас-Фотон (2009 год). Запуск аппарата предполагался в 2015 году. Однако, при подведении итогов Федеральной космической программы на 2006—2015 годы проект МКА-ФКИ был признан неудачным из-за стоимости, значительно превысившей ожидаемую, и малого срока жизни построенных спутников. Новая солнечная обсерватория «Арка» с двумя солнечными телескопами с диаметром зеркал 25 см создается на модифицированной платформе «Карат-200» и должна была быть запущена в 2024 году.
Готовятся также четыре спутника по проекту изучения магнитосферы «Резонанс». Спутники создаются с учётом задела по программе МКА-ФКИ на платформе «Карат-200». Запуск аппаратов по программе «Резонанс» на высокоэллиптические орбиты ожидается после 2025 года и должен быть осуществлён двумя пусками, по два аппарата в каждом, .